# Tetraloniella flagellicornis
Tetraloniella flagellicornis är en biart som först beskrevs av Smith 1879.  Tetraloniella flagellicornis ingår i släktet Tetraloniella och familjen långtungebin. Inga underarter finns listade i Catalogue of Life.